# Krasne-Lasocice
Krasne-Lasocice is een plaats in het Poolse district Limanowski, woiwodschap Klein-Polen. De plaats maakt deel uit van de gemeente Jodłownik en telt 640 inwoners.